# Celesta
La celesta (nota anche come celeste o celestino) è uno strumento musicale idiofono, ossia che produce il suono mediante il materiale stesso di cui è composto senza l'ausilio di parti poste in tensione: nel caso specifico si tratta di uno strumento idiofono a percussione, il cui aspetto è simile a quello di un pianoforte verticale di piccole dimensioni.
Il suono viene prodotto da alcune lamelle di metallo sospese tramite un sistema di martelletti e comandate da una tastiera (lo stesso sistema viene applicato al pianoforte) e da una pedaliera.
Produce un suono ovattato, dolce e chiaro, privo di armonici.
In quanto variante dello xilofono, con lamelle di metallo al posto di quelle di legno, la celesta (come il glockenspiel e il vibrafono) è classificata tra i metallofoni.

## Storia

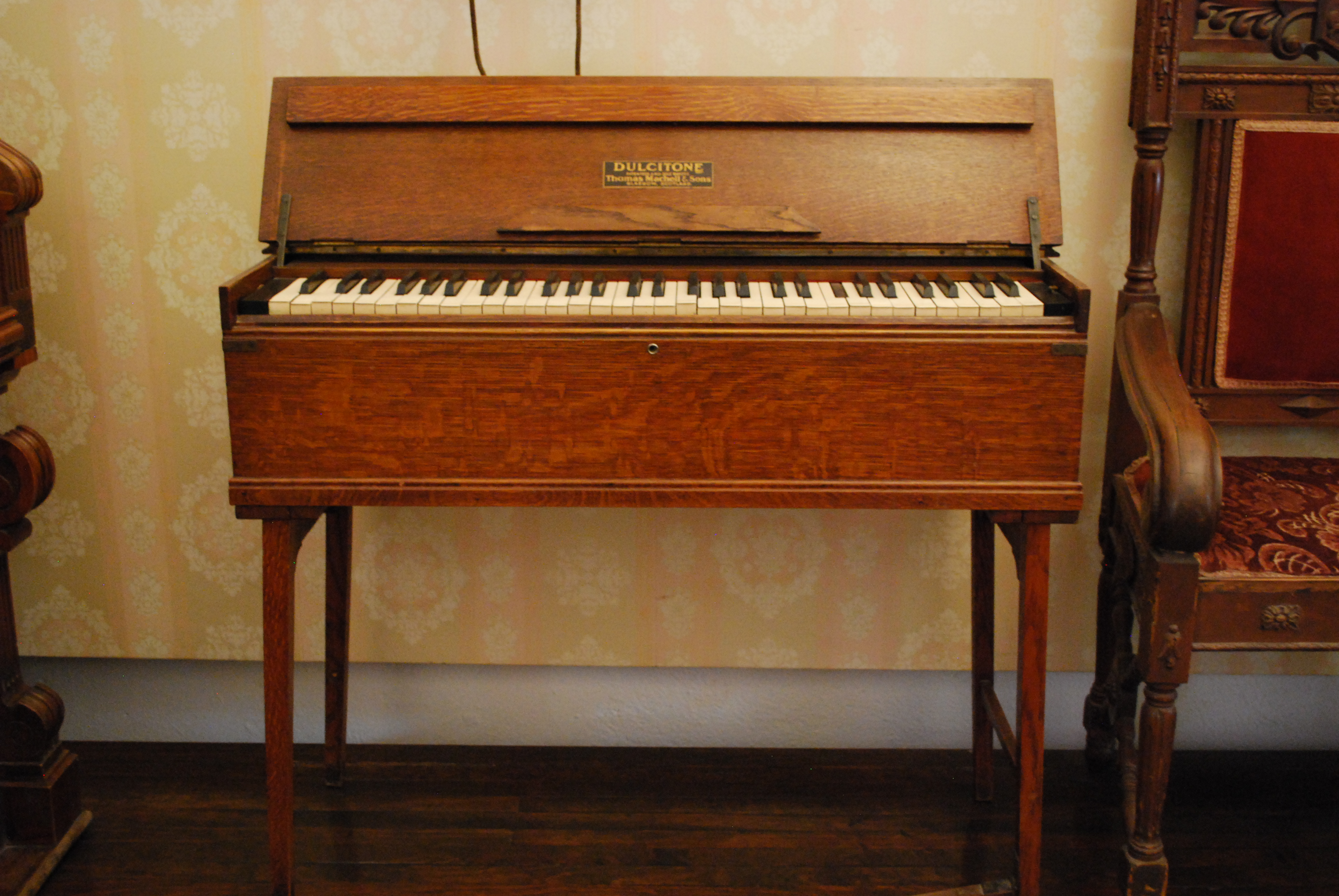
Dulcitone

La celesta (il cui nome completo è voce celeste) fu inventata nel 1886 dal costruttore parigino di armonium August Mustel, sulla base di uno strumento ideato da suo padre, Victor Mustel, nel 1860.
Lo strumento di Victor Mustel, chiamato Dulcitone, era formato da dei diapason che venivano percossi da martelletti azionati da una tastiera.
La celesta fece il suo primo ingresso nell'orchestra sinfonica nel 1892, nel balletto Lo schiaccianoci, di Pëtr Il'ič Čajkovskij. A questo proposito si racconta che 
quando nel 1891 Pëtr Il'ič Čajkovskij vide la celesta e decise di farla debuttare all'interno di un'orchestra, per evitare che altri autori gli rubassero l'idea, se la fece portare segretamente da Parigi scrivendo all'editore: "Così che non possano servirsi dei suoi effetti prima di me". Tuttavia altri sostengono che la celesta venne impiegata per la prima volta in una piccola orchestra nel dicembre del 1888 da Ernest Chausson per La tempête. Dopo il successo ne Lo schiaccianoci, la celesta venne usata da Richard Strauss nell'opera Ariadne auf Naxos e Giacomo Puccini nella Tosca. Anche altri compositori come Mahler nella Sinfonia n. 6, Stravinskij nel suo Requiem, Bartók nella Musica per archi, percussioni e celesta, Holst nella suite I pianeti, Debussy nel brano Les Chansons de Bilitis, Schöenberg nell'opera Herzgewachse, Casella in Convento veneziano (qui lo strumento è suonato a quattro mani come il pianoforte). Anche Léo Delibes e Théodore Dubois fecero uso della celesta nelle loro composizioni. Se Stockhausen esasperò l'aspetto melenso, gli allievi della scuola di Cage, in primis Feldman, fecero un ottimo utilizzo della celesta.
La celesta è stata utilizzata anche da musicisti rock e pop, già in registrazioni degli anni quaranta di Frank Sinatra per la Columbia, tra cui I'll Never Smile Again, poi i Velvet Underground nella celeberrima Sunday Morning. Tra gli altri gruppi che hanno utilizzato la tipica sonorità dello strumento segnaliamo The Beatles (Baby, It's You), The Beach Boys (Girl Don't Tell Me), Buddy Holly (Everyday), e i Pink Floyd (The Gnome e la versione di Mother usata nel film The Wall).
Anche nella musica d'avanguardia e il jazz è stato ed è tuttora utilizzato questo strumento, che ben si dedica al creare atmosfere di particolare intensità, come in The Survivor's Suite del 1977, di Keith Jarrett e il suo quartetto (Dewey Redman, Charlie Haden, Paul Motian).
In anni più recenti, il compositore John Williams ha utilizzato la celesta per il celebre tema principale nella trasposizione cinematografica della saga di Harry Potter.
Altri esempi contemporanei di utilizzo della celesta si trovano in alcuni album del musicista svedese Lars Danielsson  (Pasodoble del 2007, Tarantella del 2009) in cui lo strumento viene suonato dal pianista polacco Leszek Mozder.

## Meccanica

Schema del meccanismo celesta secondo Mustel.

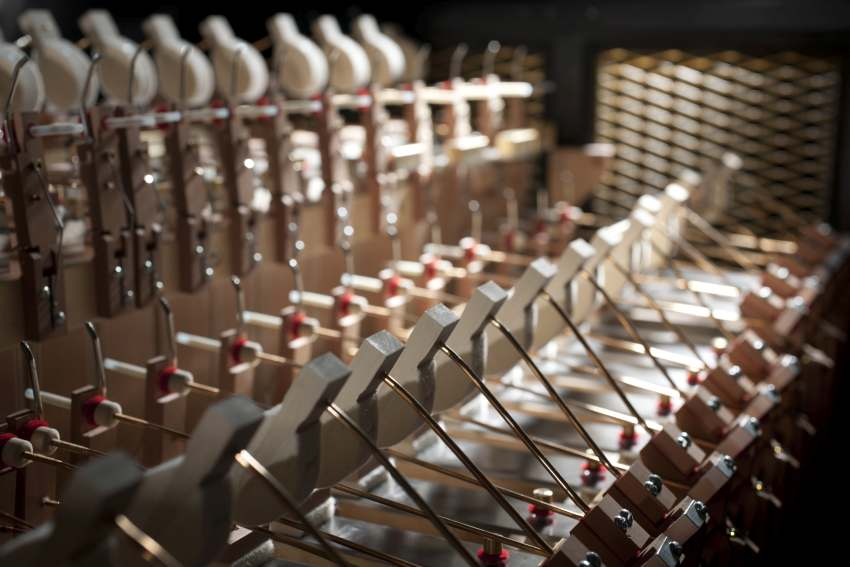
L'interno di una celesta.

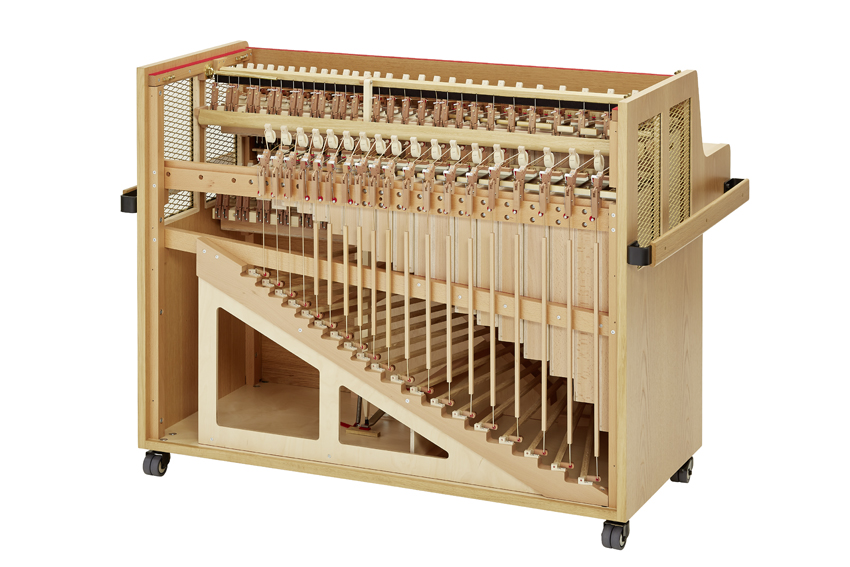
Celesta senza parete posteriore.

La celesta ha una forma simile a quella di un piccolo pianoforte verticale. La sua tastiera, formata generalmente da un'estensione che va dal Do3 al Do7, aziona dei martelletti che percuotono una serie di lastre d'acciaio intonate per semitoni, fissate ciascuna su una cassa di risonanza. Il suono, molto dolce, chiaro, vaporoso ma privo d'intensità, può essere ampliato attraverso l'uso del pedale di risonanza.
La notazione corrisponde a un'ottava più sotto rispetto ai suoni realmente prodotti.